# Big X
Big X (яп. ビッグX Бигу Эккусу) — научно-фантастическая манга, автором которой является Осаму Тэдзука, и снятый по её мотивам чёрно-белый аниме-сериал, который транслировался с 3 августа 1964 года по 27 сентября 1965 года. Всего выпущено 59 серий аниме. События манги происходят после Второй мировой войны.

## Сюжет
Во время событий Второй мировой войны Адольф Гитлер лично пригласил доктора Асагумо приехать в Германию, чтобы принять участие в разработке нового сверх-оружия «Большой Икс». Обеспокоенный вероятными страшными последствиями оружия, доктор намеренно замедляет процесс разработки, тайно сговорившись с доктором Енгель. Незадолго до поражения в войне, перед тем, как доктора расстреляют за «предательство», он успевает тайно передать информацию о разработках на карте своему сыну — Сигэру. Проходит 20 лет. Тайный альянс, связанный с нацистскими силами узнаёт о существовании карты. Однако сейчас Сигэру живёт в Токио, практически завершив разработки отца по созданию сверх-оружия, препарата, способного расширить физические ограничения человека. Выясняется, что внук доктора Енгеля присоединился к нацистскому альянсу и намеревается заполучить препарат. Однако ему и альянсу будет противостоять сын Сигэру — Акира, который с новыми супер-возможностями бросит вызов нацистскому альянсу, намеревающемуся завоевать весь мир.

## Роли озвучивали
- Ёсико Ота — Акира Асагумо
- Акира Симада — Большой Икс
- Итиро Нагай — Доктор Ханамару
- Фуюми Сирайси — Нина
- Кэйко Ямамото — Ханс Энгель

## Другие появления
Акира появляется в качестве второстепенного персонажа в игре Astro Boy: Omega Factor для игровых приставок Nintendo и Game Boy Advance. В одной из глав манги Моя богиня! Урд смотрит пародию, с участием персонажей из Big X.